# Schulim Vogelmann
Schulim Vogelmann è una collana editoriale della casa editrice La Giuntina, diretta da Daniel Vogelmann. La collana prende il nome dal padre dell'editore, sopravvissuto ad Auschwitz, unico italiano presente nella lista di Oskar Schindler. La collana si occupa appunto di memoria dell'Olocausto, letteratura yiddish, spiritualità ebraica, letteratura israeliana e temi correlati.

## Schulim Vogelmann, sopravvissuto a Auschwitz
Schulim Vogelmann (1903-1974) nasce nella cittadina di Przemyslany, nella Galizia orientale, allora facente parte dell’impero austro-ungarico. Trasferitosi con la famiglia a Vienna a 15 anni, decide quindi di emigrare in Palestina, dove si arruola come caporale nell'esercito britannico. Tornato in Europa nel 1922, Schulim andò a vivere a Firenze dove già risiedeva il fratello Mordechai, e venne assunto come compositore a mano alla Tipografia Giuntina, allora di proprietà dell'editore Leo Samuele Olschki. Schulim in breve, nel 1928, divenne il direttore della tipografia. Sposatosi con Annetta Disegni, figlia del rabbino di Torino, la coppia ebbe una bambina Sissel.
Dopo l'8 settembre 1943 la famiglia cercò di rifugiarsi in Svizzera, ma fermati dalla polizia a Sondrio vennero rinchiusi al carcere di San Vittore a Milano e di lì deportati ad Auschwitz il 30 gennaio 1944. La moglie e la piccola Sissel, di soli 8 anni, furono immediatamente uccise. Schulim si salvò proprio per le sue abilità di tipografo che i tedeschi cercarono di sfruttare nel campo di lavoro di Płaszów per coniare sterline false. Unico italiano incluso nella lista di Oskar Schindler, Schulim rientrò nel dopoguerra a Firenze dove riprese a lavorare alla Tipografia Giuntina, di cui divenne proprietario. Risposatosi con Albana Mondolfi, vedova e madre di un bambino di 8 anni, Guidobaldo, la coppia ebbe un figlio, Daniel, fondatore nel 1980 dell'editrice La Giuntina. Schulim muore a Firenze nel 1974.

## La collana
Nata nel 1980, la collana ospita il primo titolo de La Giuntina (La notte di Elie Wiesel) e ne resta poi la collana principale.  I volumi possono avere dimensioni diverse, ma per lo più misurano 19,5 x 11,5 cm.

## Titoli

### 1980
- 1. Elie Wiesel, La notte, prefazione di François Mauriac

### 1981
- 2. Claudine Vegh, Non gli ho detto arrivederci. I figli dei deportati parlano, postfazione di Bruno Bettelheim
- 3. Elie Wiesel, Il testamento di un poeta ebreo assassinato

### 1982
- 4. Elie Wiesel, l processo di Shamgorod così come si svolse il 25 febbraio 1649
- 5. Helen Epstein, Figli dell'Olocausto, prefazione di Daniel Vogelmann

### 1983
- 6. Elie Wiesel, L'ebreo errante
- 7. Walter Laqueur, Il terribile segreto. La congiura del silenzio sulla soluzione finale

### 1984
- 8. Elie Wiesel, Il quinto figlio
- 9. Memorie di Glückel Hameln, introduzione di Piero Stefani

### 1985
- 10. Else Lasker-Schüler, Ballate ebraiche e altre poesie, a cura di Maura Del Serra
- 11. Franz Werfel, Cecilia, o I vincitori. Tentativo di romanzo
- 12. Lorenzo Cremonesi, Le origini del sionismo e la nascita del kibbutz (1881-1920), prefazione di David Vital, prefazione alla seconda ed. di Arrigo Levi (1992)

### 1986
- 13. Vladimir Jankélévitch, La coscienza ebraica
- 14. Liana Millu, Il fumo di Birkenau
- 15. Elie Wiesel, Credere o non credere

### 1987
- 16. Vladimir Jankélévitch, Perdonare?
- 17. Abraham B. Yehoshua, Il poeta continua a tacere, a cura di Alessandro Guetta
- 18. Giuliana Fiorentino Tedeschi, C'è un punto della terra. Una donna nel lager di Birkenau, prefazione di Alessandro Galante Garrone

### 1988
- 19. Elie Wiesel, Cinque figure bibliche
- 20. George L. Mosse, Il dialogo ebraico-tedesco. Da Goethe a Hitler

### 1989
- 21. Leslie A. Fiedler, L'ultimo ebreo in America, introduzione di Guido Fink
- 22. Jona Oberski, Anni d'infanzia. Un bambino nei lager

### 1990
- 23. Elie Wiesel, La città della fortuna
- 24. Jakob Hessing, La maledizione del profeta. Tre saggi su Freud

### 1991
- 25. Abraham B. Yehoshua, Elogio della normalità. Saggi sulla Diaspora e Israele
- 26. George L. Mosse, Ebrei in Germania fra assimilazione e antisemitismo
- 27. Hugh Nissenson, L'elefante e la mia questione ebraica, postfazione di Mario Materassi
- 28. Rivkah Scharf Kluger, Psiche e Bibbia

### 1992
- 29. Józef Hen, L'occhio di Dayan
- 30. Jean Baumgarten, Lo yiddish
- 31. Jacob Neusner, I fondamenti del giudaismo
- 32. David Vital, Il futuro degli ebrei
- 33. Siegmund Hurwitz, Psiche e redenzione. Scritti di psicologia e religione

### 1993
- 34. Alter Kacyzne, L'opera dell'ebreo, prefazione di Marino Freschi
- 35. Hanna Krall, Ipnosi e altre storie
- 36. Else Lasker-Schüler, La Terra degli Ebrei, nota introduttiva di Margherita Gigliotti
- 37. Giacoma Limentani, Nachman racconta. Azione scenica in due atti
- 38. Fausto Coen, 16 ottobre 1943. La grande razzia degli ebrei di Roma
- 39. Karl E. Grozinger, Kafka e la Cabbalà. L'elemento ebraico nell'opera e nel pensiero di Franz Kafka
- 40. Józef Hen, Via Nowolipie. A Varsavia prima del ghetto

### 1994
- 41. Judith Riemer e Gustav Dreifuss, Abramo. L'uomo e il simbolo
- 42. Mireille Hadas-Lebel, Storia della lingua ebraica
- 43. Ernest Gugenheim, L'ebraismo nella vita quotidiana, prefazione di Elio Toaff
- 44. Henryk Grynberg, Ritratti di famiglia, prefazione di Claudio Madonia
- 45. Lawrence Kushner, In questo luogo c'era Dio e io non lo sapevo. Sette commenti a Genesi 28,16
- 46. Shemuel Y. Agnon, Le storie del Baal Shem Tov, prefazione di Scialom Bahbout

### 1995
- 47. Yitzhak Katzenelson, Il canto del popolo ebraico massacrato, introduzione di Sigrid Sohn
- 48. Hertha Feiner, Mie carissime bambine. Lettere alle figlie prima della deportazione, 1939-1942, a cura di Karl Heinz Jahnke
- 49. Hanna Krall, La festa non è la vostra
- 50. Roland Goetschel, La Cabbalà
- 51. Friedrich G. Friedmann, Da Cohen a Benjamin. Essere ebrei tedeschi
- 52. Shemuel Y. Agnon, Racconti di Kippur, postfazione di Emanuela Trevisan Semi
- 53. Viktor E. Frankl, Sincronizzazione a Birkenwald, prefazione di Eugenio Fizzotti
- 54. Irène Némirovsky, Un bambino prodigio, prefazione di Élisabeth Gille
- 55. Günther Anders, Noi figli di Eichmann. Lettera aperta a Klaus Eichmann

### 1996
- 56. Yossel Birstein, Il cappotto del principe, introduzione di Carlo Guandalini
- 57. Gustav Dreifuss, Maschio e femmina li creò. L'amore e i suoi simboli nelle scritture ebraiche, una prospettiva junghiana, postfazione di Milka Ventura
- 58. Bruce Jay Friedman, Stern, postfazione di Guido Fink
- 59. Aryeh Kaplan, La meditazione ebraica. Una guida pratica

### 1997
- 60. Carl Friedman, Come siamo fortunati
- 61. Amos Luzzatto, Una lettura ebraica del Cantico dei cantici
- 62. Igal Sarna, Fino alla morte. Tredici storie israeliane, prefazione di Fiamma Nirenstein
- 63. Erika Mann, La scuola dei barbari. L'educazione della gioventù nel Terzo Reich, introduzione di Thomas Mann, postfazione di Marisa Margara
- 64. Hanna Krall, Il dibbuk e altre storie, postfazione di Giovanna Tomassucci
- 65. Daniel Horowitz, Lo zio Arturo, presentazione di Mauro Marino
- 66. Maurice-Ruben Hayoun, La liturgia ebraica, prefazione di Joseph Levi
- 67. Julien Bauer, Breve storia del chassidismo

### 1998
- 68. Igal Sarna, L'altra Israele. Storie vere
- 69. Ben-Ami, Il cantore della sinagoga, a cura di Laura Salmon
- 70. Bruno Pedretti, Charlotte. La morte e la fanciulla
- 71. Joseph B. Soloveitchik, Riflessioni sull'ebraismo, a cura di Abraham R. Besdin e Alberto Mosheh Somekh
- 72. Victor Klemperer, LTI. La lingua del Terzo Reich, taccuino di un filologo, prefazione di Michele Ranchetti

### 1999
- 73. Yeshayahu Leibowitz, Lezioni sulle Massime dei Padri e su Maimonide, introduzione di Amos Luzzatto
- 74. Yehoshua Bar-Yosef, Il mio amato
- 75. Chaja Polak, Sonata d'estate
- 76. Margarete Susman, Il Libro di Giobbe e il destino del popolo ebraico, a cura di Gianfranco Bonola
- 77. Arturo Schwarz, Cabbalà e Alchimia. Saggio sugli archetipi comuni, prefazione di Moshe Idel

### 2000
- 78. David Banon, Il messianismo
- 79. Chaja Polak, L'altro padre
- 80. Stéphane Mosès, L'eros e la legge. Letture bibliche
- 81. Marga Minco, Erbe amare. Una piccola cronaca
- 82. Martin Buber, La modernità della Parola. Lettere scelte 1918-1938, introduzione di Francesca Albertini
- 83. Franz Rosenzweig, Ebraismo, Bildung e filosofia della vita, a cura di Giancarla Sola
- 84. Adin Steinsaltz, La rosa dai tredici petali. Un incontro con la mistica ebraica
- 85. David Weiss Halivni, Restaurare la Rivelazione. La Scrittura divina e le risposte della critica biblica, prefazioni di Peter Ochs e Stanley M. Hauerwas
- 86. Hermann Cohen, La fede d'Israele è la speranza. Interventi sulle questioni ebraiche, 1880-1916, con due lettere di Martin Buber, postfazione di Gianfranco Bonola

### 2001
- 87. Ivan Ivanji, La creatura di cenere di Buchenwald
- 88. Friedrich G. Friedmann, Hannah Arendt. Un'ebrea tedesca nell'era del totalitarismo, a cura di Antonio G. Saluzzi
- 89. Steven E. Aschheim, G. Scholem, H. Arendt, V. Klemperer. Tre ebrei tedeschi negli anni bui
- 90. Carl Friedman, L'amante bigio
- 91. Yeshayahu Leibowitz, La fede ebraica, a cura di Mira Ofran
- 92. Ida Fink, Il viaggio
- 93. Laurent Cohen, Il re David. Una biografia mistica, con una conversazione con Elie Wiesel
- 94. Aharon Appelfeld, Storia di una vita

### 2002
- 95. Catherine Chalier, Le Matriarche. Sara, Rebecca, Rachele e Lea, prefazione di Emmanuel Lévinas
- 96. Danilo Sacchi, Fossoli: transito per Auschwitz. Quella casa davanti al campo di concentramento
- 97. Gregorij Šur, Gli ebrei di Vilna. Una cronaca dal ghetto, 1941-1944, a cura di Vladimir Porudominskij
- 98. Wolfgang Koeppen, La tana di fango. Memorie di un sopravvissuto
- 99. Marga Minco, Una casa vuota
- 100. Arthur Green, Queste sono le parole. Un dizionario della vita spirituale ebraica
- 101. Ida Fink, Frammenti di tempo, postfazione di Laura Quercioli Mincer
- 102. Michael Fishbane, Il bacio di Dio. Morte spirituale e morte mistica nella tradizione ebraica, postfazione di Michele Ranchetti
- 103. Yehuda Gur-Arye, Vetro di Hebron. Racconti israeliani
- 104. Sophie Nezri-Dufour, Primo Levi: una memoria ebraica del Novecento
- 105. Isak Samokovlija, Samuel il facchino, a cura di Maria Rita Leto
- 106. Aharon Appelfeld, Tutto ciò che ho amato

### 2003
- 107. Martin Buber, Daniel. Cinque dialoghi estatici, a cura di Francesca Albertini
- 108. Chayyim N. Bialik, La tromba e altri racconti, introduzione di Antonio Di Gesù
- 109. Philippe Haddad, L' ebraismo spiegato ai miei amici. La sua storia, i suoi riti, le sue sfide
- 110. Isaac Goldemberg, Il nome del padre, a cura di Elisabetta Noè
- 111. Ida Fink, Tracce. Racconti intorno alla Shoà
- 112. Leo Strauss, Filosofia e legge. Contributi per la comprensione di Maimonide e dei suoi predecessori, a cura di Carlo Altini

### 2004
- 113. Lotte Paepcke, Il mio piccolo padre ebreo, postfazione di Christoph Meckel
- 114. Sima Vaisman, L'inferno sulla terra. La testimonianza di una dottoressa deportata ad Auschwitz, prefazione di Daniel Vogelmann
- 115. Aharon Appelfeld, Notte dopo notte
- 116. Avraham Heffner, Come Abelardo, come Eloisa. Un romanzo d'amore e due racconti
- 117. Leo Baeck, Il Vangelo. Un documento ebraico, introduzione di Maurice-Ruben Hayoun
- 118. Qohelet Rabbah. Midraš sul Libro dell'Ecclesiaste, a cura di Piergabriele Mancuso
- 119. Chaja Polak, Oltre il confine
- 120. Adin Steinsaltz, Cos'è il Talmud, a cura di Sandro Servi
- 121. Michał Głowiński, Tempi bui. Un'infanzia braccata, postfazione di Valerio Marchetti-Rozen

### 2005
- 122. André Neher, Faust e il Golem. Realtà e mito del Doktor Johannes Faustus e del Maharal di Praga
- 123. Richard Beer-Hofmann, Il sogno di Giacobbe. Un prologo, introduzione di Giuseppe Farese
- 124. Un silenzio straordinario. Racconti chassidici, a cura di Rami Shapiro, prefazione di Andrew Harvey
- 125. Gershom Scholem, Tre discorsi sull'ebraismo
- 126. André Neher, Geremia, a cura di Orietta Ombrosi

### 2006
- 127. Anna Maria Jokl, Il colore madreperla. Un romanzo per ragazzi e per quasi tutti gli adulti
- 128. Liana Millu, Tagebuch. Il diario del ritorno dal lager, prefazione di Paolo De Benedetti, introduzione di Piero Stefani
- 129. Jakob Wassermann, Il mio cammino di tedesco e di ebreo e altri saggi, a cura di Lorella Bosco
- 130. Giuseppe Laras, Storia del pensiero ebraico nell'età antica
- 131. Piotr Rawicz, Il sangue del cielo, introduzione di Guia Risari
- 132. Josef Burg, La canzone dimenticata. Racconti yiddish, prefazione di Wlodek Goldkorn, postfazione di Arturo Zilli
- 133. Jacob Golomb, Nietzsche e Sion. Motivi nietzschiani nella cultura ebraica di fine Ottocento, postfazione di Vincenzo Pinto
- 134. Hanna Krall, La linea della vita, prefazione di Wlodek Goldkorn

### 2007
- 135. Sylviane Roche, Addio al tempo delle ciliegie
- 136. Ceija Stojka, Forse sogno di vivere. Una bambina Rom a Bergen-Belsen, a cura di Karin Berger
- 137. Elie Wiesel, Personaggi biblici attraverso il Midrash
- 138. Fritz Heymann, Morte o battesimo. Una storia dei marrani, a cura di Julius H. Schoeps
- 139. Sabina Berman, La bobe (La nonna), a cura di Elisabetta Noè
- 140. Sherri Mandell, La benedizione di un cuore spezzato
- 141. Icchokas Meras, Scacco perpetuo
- 142. Claudio Vercelli, Israele. Una storia dello Stato, dal sogno alla realtà (1881-2007), a cura di Julius H. Schoeps
- 143. Martin Buber, Una terra e due popoli. Sulla questione ebraico-araba, a cura di Paul Mendes-Flohr, Irene Kajon e Paolo Piccolella
- 144. Marcel Reich-Ranicki, Il caso Heine

### 2008
- 145. Alfred Döblin, Rinnovamento ebraico, introduzione di Lorella Bosco
- 146. Israel Chalfen, Paul Celan. Biografia della giovinezza
- 147. Luciana Nissim Momigliano, Ricordi della casa dei morti e altri scritti, a cura di Alessandra Chiappano, introduzione di Alberto Cavaglion
- 148. Gershom Scholem e Leo Strauss, Lettere dall'esilio. Carteggio (1933-1973), a cura di Carlo Altini
- 149. Roberto Piperno, Sull'antisemitismo. Con un'antologia di testi antiebraici, prefazione di Walter Veltroni
- 150. Georg Cristoph Berger Waldenegg, Antisemitismo. Diagnosi di una parola
- 151. Anna Seghers, L'ebreo e l'ebraismo nell'opera di Rembrandt, prefazione di Christa Wolf, a cura di V. Pinto

### 2009
- 152. Catherine Chalier, Angeli e uomini, a cura di Orietta Ombrosi

### 2010
- 153. Hanna Krall, Arrivare prima del Signore Iddio. Conversazione con Marek Edelman, prefazione di Gad Lerner
- 154. Stefana Sabin, Il mondo come esilio. Multietnicità e letteratura
- 155. Paola Gnani, Scrivere poesie dopo Auschwitz. Paul Celan e Theodor W. Adorno, prefazione di Piero Stefani
- 156. Avraham Sutzkever, Acquario verde, a cura di Marina Ines Romano
- 157. Joseph Bali, Vicky Franzinetti e Stefano Levi Della Torre, Il forno di Akhnai. Una discussione talmudica sulla catastrofe
- 158. Yosef Hayim Yerushalmi, Assimilazione e antisemitismo razziale. I modelli iberico e tedesco, introduzione di David Bidussa
- 159. Shmuel Trigano, Il tempo dell'esilio
- 160. Josy Eisenberg, Parole di Cabbalà, interviste con Éliane Amado Lévy-Valensi e altri

### 2011
- 161. Donatella Di Cesare, Grammatica dei tempi messianici
- 162. Zohar. Un'antologia commentata del massimo testo cabbalistico, a cura di Daniel C. Matt, introduzione di Andrew Harvey
- 163. Catherine Chalier, Le lettere della creazione. L'alfabeto ebraico
- 164. Yosef Hayim Yerushalmi, Zakhor. Storia ebraica e memoria ebraica, introduzione di Harold Bloom
- 165. Haim Fabrizio Cipriani, Ascolta la sua voce. La donna nella legge ebraica
- 166. Nietzsche e gli ebrei, a cura di Vivetta Vivarelli

### 2012
- 167. Marek Edelman, Il ghetto di Varsavia lotta
- 168. Elie Wiesel, Rashi. Il grande commentatore
- 169. Ilana Shmueli, Nel corso del tempo. Una lettera
- 170. Moshe Idel, Gli ebrei di Saturno. Shabbat, sabba e sabbatianesimo
- 171. Martin Buber, Il messaggio del chassidismo
- 172. Enrico Fubini, Musica e canto nella mistica ebraica

### 2013
- 173. Georges Bensoussan, Storia della Shoah
- 174. Enrico Mottinelli, La neve nell'armadio. Auschwitz e la vergogna del mondo. Con una conversazione con Edith Bruck
- 175. Uri Orlev, Poesie scritte a tredici anni a Bergen-Belsen (1944), a cura di Sara Ferrari
- 176. Leo Baeck, I Farisei. Un capitolo di storia ebraica, prefazione di Piero Stefani
- 177. Haim Fabrizio Cipriani, Voce di silenzio sottile. Letture bibliche
- 178. Franz Rosenzweig, Dio, uomo e mondo, a cura di Roberto Bertoldi
- 179. Hannah Arendt e Joachim Fest, Eichmann o la banalità del male. Intervista, lettere, documenti, a cura di Corrado Badocco
- 180. Yosef Hayim Yerushalmi, "Servitori di re e non servitori di servitori". Alcuni aspetti della storia politica degli ebrei
- 181. Gershom Scholem, Il sogno e la violenza. Poesie, a cura di Irene Kajon

### 2014
- 182. Alina Margolis-Edelman, Una giovinezza nel ghetto di Varsavia, a cura di Laura Quercioli Mincer
- 183. Catherine Chalier, Kalonymus Shapiro. Rabbino nel ghetto di Varsavia
- 184. Moshe Halbertal, Sul sacrificio
- 185. Zygmunt Bauman, Visti di uscita e biglietti di entrata. Paradossi dell'assimilazione ebraica, postfazione di David Bidussa
- 186. Dan Pagis, Papà, a cura di Federico Dal Bo

### 2015
- 187. Pro Armenia. Voci ebraiche sul genocidio armeno, a cura di Fulvio Cortese e Francesco Berti, prefazione di Antonia Arslan
- 188.
- 189. Gershom Scholem, Martin Buber interprete dell'ebraismo, a cura di Francesco Ferrari
- 190. Catherine Chalier, Il desiderio di conversione. Rosenzweig, Bergson, Weil, Merton, Hillesum
- 191. Roberto Della Rocca, Con lo sguardo alla luna. Percorsi di pensiero ebraico
- 192. Nelly Sachs, Lettere dalla notte (1950-1953), a cura di Anna Ruchat

### 2016
- 193. Yosef Hayim Yerushalmi, Verso una storia della speranza ebraica, prefazione di David Bidussa
- 194. Lion Feuchtwanger e Arnold Zweig, Il compito degli ebrei
- 195. Gershom Scholem, Il nichilismo come fenomeno religioso
- 196. Enrico Fubini, Musicisti ebrei nel mondo cristiano. La ricerca di una difficile identità
- 197. Massimo Giuliani, La giustizia seguirai. Etica e halakhà nel pensiero rabbinico

### 2017
- 198. Èva Heyman, Io voglio vivere. Il diario, postfazione di Andrea Rényi
- 199. Hannah Arendt, L'ebreo come paria. Una tradizione nascosta, a cura di Francesco Ferrari
- 200. Jonathan Sacks, Non nel nome di Dio. Confrontarsi con la violenza religiosa
- 201. Hannah Arendt e Walter Benjamin, L'angelo della storia. Testi, lettere, documenti, a cura di Corrado Badocco
- 202. Catherine Chalier, Leggere la Torà
- 203. Agi Mishol, Ricami su ferro. Poesie, a cura di Anna Linda Callow e Cosimo Nicolini Coen
- 204. Mosè Maimonide, Gli otto capitoli. La dottrina etica, prefazione di Giuseppe Laras
- 205. Eduardo Halfon, Oh ghetto amore mio
- 206. Delphine Horvilleur, Come i rabbini fanno i bambini. Sessualità, trasmissione, identità nell'ebraismo

### 2018
- 207. Heinrich Heine, Melodie ebraiche, a cura di Liliana Giacoponi
- 208. Paul Celan e Nelly Sachs, Corrispondenza
- 209. Micah Goodman, L'ultimo discorso di Mosè
- 210. Adin Steinsaltz, L'anima
- 211. Matteo Corradini, Il profumo dell'Eden. Odori, spezie, idolatria nella mistica ebraica
- 212. Haim Fabrizio Cipriani, Schiudi le mie labbra. Le vie della preghiera ebraica, prefazione di Avraham Umberto Piperno
- 213. Mosè Maimonide, Norme di vita morale. Hilkhot de'ot, prefazione di Riccardo Di Segni
- 214. Georges Bensoussan, Gli ebrei del mondo arabo. L'argomento proibito

### 2019
- 215. Daniel Vogelmann, Piccola autobiografia di mio padre
- 216. Tal Bruttmann e Christophe Tarricone, Le 100 parole della Shoah
- 217. Franz Kafka, Lettere a Milena, a cura di Guido Massino e Claudia Sonino
- 218. Benjamin Fondane, Tra Gerusalemme e Atene. Scritti sull'ebraismo, a cura di Francesco Testa e Luca Orlandini

### 2020
- 219. Solomon Schechter, Aspetti di teologia rabbinica

### Altri titoli
Fanno parte della collana, senza numero, anche i volumi:
- Il Golem. Storia di una leggenda, raccontata da Elie Wiesel e illustrata da Mark Podwal (1986)
- Piero Iotti e Tullio Masoni, Sono dov'è il mio corpo. Memoria di un ex deportato a Mauthausen, con due disegni di Pirro Cuniberti e una lettera di Giovanni Melodia (1995)
- Corrado Israel De Benedetti, Anni di rabbia e di speranze. 1938-1949
- Maria Bacchi e Fabio Levi, Auschwitz, il presente e il possibile. Dialoghi sulla storia tra infanzia e adolescenza (2004)
- Margarete Durst e Aldo Meccariello (a cura di), Hannah Arendt: percorsi di ricerca tra passato e futuro, 1975-2005 (2006)
- Marco Jacoviello e Alessio Passeri, Abramo di Gubbio. La presenza degli ebrei a Gubbio nel tardo medioevo (2007)
- Roman Dobrzynski, Via Zamenhof. Creatore dell'esperanto, conversazione con Louis Christophe Zaleski-Zamenhof, prefazione di Davide Astori (2009)